# Brada

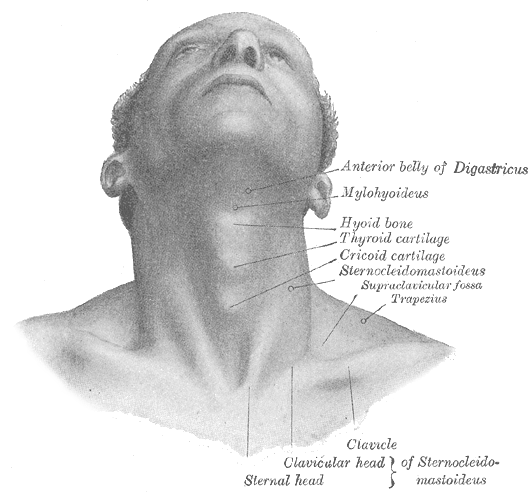
Krk, čelist a brada z podhledu

Brada (latinsky mentum) je v lidské anatomii dolní část lidského obličeje, umístěna je v přední dolní části čelisti. U mužů bývá zpravidla pokryta vousy, kdežto u žen nikoliv. Brada je tvořena výběžkem dolní čelisti (latinsky mandibula).
Brada se využívá často jako pevný úchyt pro ochranné pomůcky hlavy jako jsou helmy.